# Ngạt khi sinh
Ngạt khi sinh hay ngạt sơ sinh là tình trạng bệnh lý đối với trẻ sơ sinh do thiếu oxy kéo dài đủ lâu trong quá trình sinh nở đến mức gây tổn hại về thể chất, thường là đến não. Tổn thương có thể xảy ra với hầu hết các cơ quan của trẻ sơ sinh (tim, phổi, gan, ruột, thận), nhưng tổn thương não là mối quan tâm lớn nhất và có lẽ là ít có khả năng nhất để chữa lành nhanh hoặc hoàn toàn. Trong các trường hợp rõ rệt hơn, trẻ sơ sinh sẽ sống sót, nhưng với biểu hiện tổn thương não hoặc ở dạng tổn thương tâm thần, chẳng hạn như chậm phát triển hoặc thiểu năng trí tuệ, hoặc ở dạng tổn thương thể chất, chẳng hạn như bệnh co thắt cơ.
Lý do phổ biến nhất của chứng này bắt nguồn từ sự sụt giảm huyết áp của người mẹ hoặc một số can thiệp đáng kể khác làm giảm lưu lượng máu đến não của trẻ sơ sinh trong quá trình sinh nở. Điều này có thể xảy ra do sự tuần hoàn hoặc chuyển máu từ mẹ sang con, suy giảm khả năng hô hấp hoặc hít thở không đầy đủ. Ngạt khi sinh xảy ra từ 2 đến 10 trên 1000 trẻ sơ sinh được sinh ra đúng kỳ hạn, và nhiều hơn nữa đối với các trường hợp sinh non. WHO ước tính có 4 triệu ca tử vong sơ sinh xảy ra hàng năm do ngạt khi sinh, chiếm 38% tử vong ở trẻ em dưới 5 tuổi.
Ngạt khi sinh có thể là nguyên nhân của bệnh não thiếu oxy cục bộ thiếu máu hoặc xuất huyết não thất, đặc biệt là ở các ca sinh non. Một trẻ sơ sinh bị ngạt khi sinh nghiêm trọng thường có màu sắc kém (tím tái), máu, khả năng đáp ứng, giai điệu cơ và nỗ lực hô hấp kém, với chỉ số Apgar 5 phút thấp. Các trường hợp cực đoan có thể gây ra ngừng tim và tử vong. Nếu hồi sức thành công, trẻ sơ sinh thường được chuyển sang một khu vực chăm sóc chuyên biệt cho trẻ sơ sinh.
Từ lâu đã có một cuộc tranh luận khoa học về việc liệu trẻ sơ sinh bị ngạt thở có nên được hồi sức bằng 100% oxy hay dùng không khí bình thường. Khoa học chứng minh rằng nồng độ cao của oxy dẫn đến hàng loạt gốc tự do oxy, dẫn đến việc chấn thương khi mẹ truyền máu sang con sau khi ngạt thở. Nghiên cứu của Ola Didrik Saugstad và những người khác đã dẫn đến các hướng dẫn quốc tế mới về hồi sức sơ sinh trong năm 2010, khuyến nghị sử dụng không khí bình thường thay vì oxy 100%.
Có nhiều tranh cãi về chẩn đoán ngạt khi sinh vì lý do y-luật học. Do thiếu độ chính xác, thuật ngữ này bị tránh sử dụng trong sản khoa hiện đại.

## Các yếu tố gây rủi ro
- Người mẹ quá trẻ hay quá già
- Mô bị rách quá lâu
- Dung dịch dính phân mới sinh của trẻ
- Sinh nhiều con cùng lúc
- Không chăm sóc hậu sản
- Trẻ sơ sinh thiếu cân
- Tăng cường chuyển dạ với oxytocin
- Xuất huyết
- Sản giật nặng và tiền sản giật
- Thiếu máu trong khi sinh[10]